# Christian (Ortenburg)
Reichsgraf Christian (* 20. November 1616 auf Schloss Neudeck bei Bad Birnbach; † 11. September 1684 in Amberg) war der jüngste Sohn des Grafen Georg IV. und dessen Gemahlin Anna Maria Gräfin von Leiningen. Er entstammte dem angesehenen niederbayerischen Adelsgeschlecht Ortenburg. Es gelang ihm gemeinsam mit seinem älteren Bruder Georg Reinhard, die Reichsgrafschaft Ortenburg 1662 aus der Verpfändung auszulösen und das Grafengeschlecht nahezu wieder zu altem Glanz zu führen. Ab 1666 war er bis zu seinem Tode im Jahre 1684 amtierender Graf von Ortenburg. Seine Regentschaft wurde von dem langjährigen Konflikt mit der Weberzunft und den Webermeistern in seiner Grafschaft geprägt, dem sogenannten Großen Weberprozess.

## Leben und Wirken

### Jugend und Zeit bis zur Regentschaft

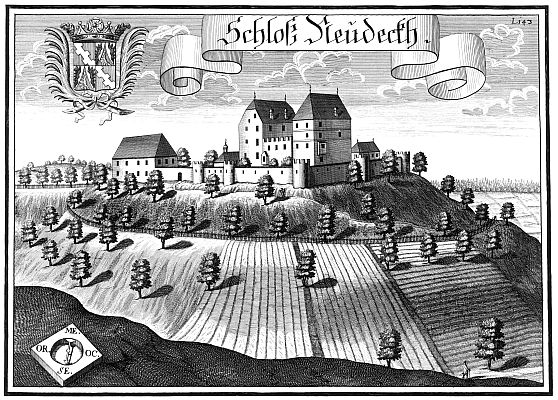
Burg Neudeck bei Bad Birnbach, das Geburtsschloss Christians.

Christian wurde am 20. November 1616 auf Schloss Neudeck geboren. Obwohl sein Vater Georg IV. im Jahre 1612 aus rein politischen Gründen zum katholischen Glauben konvertiert war, um den seit Jahrzehnten andauernden Konflikt mit den Wittelsbachern zu beenden, wurde er aufgrund der elterlichen Einstellung evangelisch erzogen. Es ist anzunehmen, dass Christian den Großteil seiner Jugend auf Schloss Neudeck verbrachte.
Während seiner Studienzeit am Jesuitengymnasium München (heute Wilhelmsgymnasium München), die er 1630 abschloss, wechselte Christian gemeinsam mit seinem Bruder im Jahre 1624 zum katholischen Glauben, was der Jesuitenorden pompös feierte. Allerdings erfolgte der Glaubenswechsel der beiden Grafen, wie bei ihrem Vater, aus rein politischen Gründen. Einerseits wollten sie ihr Studium ohne Probleme beenden, andererseits erhofften sich beide dadurch später wichtige und einflussreiche Ämter. Weiter gingen ihre Hoffnungen dahin, durch diese Ämter später wieder die Grafschaft erwerben zu können. Dies stellte anfangs eine Bedrohung für den evangelischen Glauben in der Reichsgrafschaft Ortenburg dar. Trotz des Glaubenswechsels ließ der Bruder Christians, Graf Georg Reinhard, seine Kinder protestantisch erziehen. Dass aber Graf Christian im Laufe der Zeit ein immer religiöserer Katholik wurde, sollte in den Folgejahren zu Spannungen zwischen den beiden Brüdern führen.
Während seiner Studienzeit in Siena in Italien wurde Christian am 14. Juni 1636 zum kurfürstlich-bayerischen Kämmerer und Hofrat Maximilians I. ernannt.
Die zunehmende Nähe Christians zum katholischen Glauben und das dadurch verbesserte Verhältnis zum inzwischen kurfürstlichen Wittelsbacher Haus zeigte sich besonders deutlich im Jahre 1640. Christian heiratete die Tochter Johanns des Älteren, Graf Fugger zu Kirchberg und Weißenhorn, Maria Katharina in der kurfürstlichen Residenz in München. Diese Ehe brachte Christian eine reiche Mitgift ein.
Ein Jahr später wurde ihm das Amt des Pflegers in Eggenfelden verliehen. Dieses hatte er bis zum 29. Juli 1644 inne.

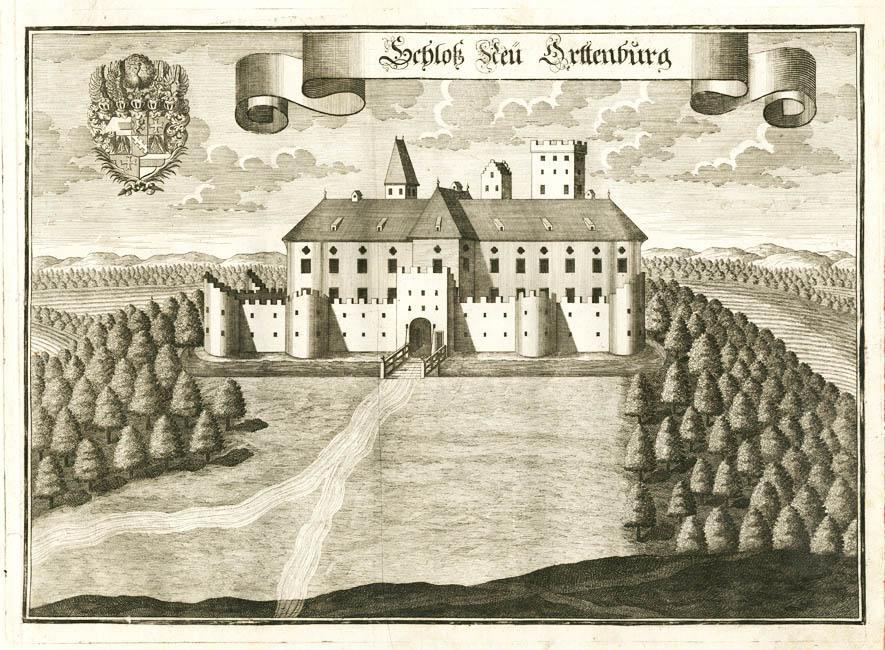
Schloss Neu-Ortenburg wurde nach der Auslösung der Reichsgrafschaft Christians Stammsitz für seine Familie.

In all den Jahren suchte er gemeinsam mit seinem Bruder Georg Reinhard Geldgeber für die Auslösung der Reichsgrafschaft Ortenburg und deren bayerische Lehen zu finden. Die Grafschaft war seit dem Tode Graf Joachims im Jahre 1600 an dessen Witwe und deren Nachkommen verpfändet. Die meisten noch verbliebenen Lehen waren aufgrund des verschwenderischen Lebensstils des Grafen Friedrich Casimir ebenso verpfändet. So war das Grafengeschlecht finanziell sehr angeschlagen. Christian und Georg Reinhard schienen aber langsam die benötigte Summe zum Freikauf der Grafschaft aufbringen zu können. So schlossen beide im Jahre 1660 einen Teilungs- und Erbvertrag, falls die Auslösung zustande käme. Darin wurde festgelegt, dass Georg Reinhard die Stammburg Alt-Ortenburg samt umliegenden Besitzungen erhalten würde, Christian hingegen würde Schloss Neu-Ortenburg und den umliegenden Besitz erhalten. Die restlichen Einnahmen aus dem Handel und die Steuereinnahmen aus dem Ort sollten unter den beiden Linien je zur Hälfte aufgeteilt werden. Regierender Reichsgraf hingegen sollte aber weiterhin Georg Reinhard werden, nach dem geltenden Hausgesetz der Grafen Joachim, Ulrich III. und Johann III. von 1566. Darin war festgelegt, dass es eine Senioratsnachfolge gebe und damit nur der Älteste des Grafengeschlechtes regieren kann. Dieser sollte allein die Grafschaft nach außen vertreten und verwalten. Georg Reinhard und Christian legten zudem fest, dass als Erbe einer Linie immer der älteste Sohn festgelegt ist. Sollte eine ihrer Linien im männlichen Stamm aussterben, so würde der gesamte Besitz an die andere Linie des Adelsgeschlechts fallen. Dies geschah bereits 1684 nach dem Tode Christians, welcher aber zu jenem Zeitpunkt noch nicht damit rechnete, kinderlos zu bleiben.
Im Jahre 1662 gelang es den beiden Brüdern schließlich, Ortenburg vom Grafen Johann Joachim von Sinzendorf auszulösen. Am 5. Februar 1662 nahm Kaiser Ferdinand I. die Geldsumme an und stellte sie sicher. Gleichzeitig ging die Grafschaft wieder in den Besitz des Adelsgeschlechts über. Nach 61 Jahren wurde Ortenburg nun wieder ganz allein von den Ortenburger Grafen regiert. Kurfürst Maximilian I. beauftragte auch die Gerichte in Griesbach und Vilshofen, die eingezogenen Lehen in Bayern umgehend an die beiden Brüder freizugeben. Somit erhielten die Ortenburger neben den Hoheitsrechten für die Grafschaft auch den Großteil ihrer weiteren Besitzungen zurück.

### Regierungszeit
Am 4. September 1666 starb der amtierende Graf Georg Reinhard auf Schloss Alt-Ortenburg. Aufgrund des geltenden Senioratsgesetzes folgte ihm Christian als Regent. Die offizielle Belehnung fand am 13. November 1668 durch Kaiser Leopold I. statt.
Während seiner Regierungszeit pflegte Christian auch weiterhin engen Kontakt mit dem bayerischen Kurfürsten. So wurde er am 29. August 1671 zum kurfürstlich wirklichen Geheimen Rat ernannt.

#### Entführung des Neffen und Thronfolgers Georg Philipp
Durch das geltende Erbrecht der beiden Brüder aus dem Jahre 1660 wurde Christian Vormund über seines Bruders evangelische Kinder. Darunter befand sich auch der zukünftige Graf Georg Philipp. Da dieser wohl der nächste Reichsgraf werden sollte, forderte Christian bei dessen Mutter, dass Georg Philipp zum katholischen Glauben konvertieren müsse. Gräfin Esther Dorothea war aber nicht gewillt, ihrem Schwager Folge zu leisten, und versuchte die Kinder dem Einflussbereich ihres Vormunds zu entziehen.
Bereits sechs Tage nach dem Tode ihres Mannes am 10. September 1666 unternahm sie einen ersten Fluchtversuch. Getarnt als Reise, um die Kinder abzulenken, brachen alle gemeinsam nach Regensburg auf. Graf Christian erfuhr jedoch von der Flucht und hastete ihnen mit einigen bayerischen Reitern nach. Bei Plattling konnte er die Fliehenden schließlich stellen. Als alle wieder in Ortenburg waren, drohte er der Gräfin, den Kaiser über ihr Verhalten informieren zu wollen. Die Gräfin fürchtete daraufhin, die Kinder durch kaiserlichen Erlass ganz zu verlieren, und plante sofort eine neue Flucht, welche noch in derselben Nacht in die Tat umgesetzt wurde. Christian erfuhr wiederum von der Flucht und ritt mit seinen Mannen erneut auf der Straße in Richtung Regensburg. Jedoch blieben die Flüchtlinge dieses Mal für ihn unauffindbar. Diese waren über das Stift St. Nikola bei Passau und über Salzburg und Tirol nach Ulm geflohen.
Da Christian immer noch dachte, die Gräfin und die Kinder wären in Regensburg, beauftragte er seinen Freund Kardinal Guidobald Graf von Thun und Hohenstein, die Kinder dort aufzuspüren. Dessen Bemühungen blieben verständlicherweise erfolglos.
Gräfin Esther Dorothea traf sich währenddessen mit dem evangelischen Herzog Eberhard III. von Württemberg, welcher letztendlich bereit war, die Vormundschaft für die Kinder zu übernehmen. Der zukünftige Regent Georg Philipp wurde umgehend nach Tübingen gesandt, um dort erzogen und ausgebildet zu werden.
Als Christian schließlich davon erfuhr, ließ er umgehend die Vormundschaft Herzog Eberhards III. anfechten, wodurch ein jahrelanger Konflikt zwischen ihm und Gräfin Esther um die Vormundschaft ausbrach. Obwohl es Christian gelang, in allen Instanzen (Kaiser, Immerwährender Reichstag, Schiedssprüche) seine rechtmäßige Vormundschaft durchzusetzen, konnte er die Kinder nicht wieder nach Ortenburg zurückbringen.
Gräfin Esther Dorothea, Georg Philipp und seine beiden Schwestern kehrten erst nach Georgs Volljährigkeit zurück nach Ortenburg. Somit konnte Christian nicht mehr einen Glaubenswechsel Georg Philipps fordern. Dieser blieb auch weiterhin evangelisch und sicherte somit den protestantischen Glauben in Ortenburg. Bis heute ist Ortenburg eine evangelische Enklave im katholischen Umland.
Kurioserweise blieb die Leiche seines Bruders Georg Reinhard nach der überstürzten Flucht seiner Familie jahrelang einbalsamiert auf einem Stuhl auf Schloss Alt-Ortenburg sitzen. Erst kurz vor der Rückkehr ließ Christian seinen Bruder in einem katholischen Erbbegräbnis in der Sixtuskapelle neben dem Passauer Dom begraben. Man geht davon aus, dass er der Familie den schrecklichen Anblick des trotz Einbalsamierung verwesenden Leichnams ersparen wollte.

#### Großer Weberprozess (1671–1679)
Im Jahre 1671 begann in der Reichsgrafschaft der Große Weberprozess. Dies sollte ein achtjähriger Konflikt zwischen dem Grafen und den ortsansässigen Webern sein.
Auslöser war ein Wortwechsel zwischen den Webermeistern Adam Sayler und Mathias Paueröker. Darin nannte Sayler seinen Gesprächspartner einen Schelm. Dies galt jedoch als ein Verstoß gegen die Zunftordnung, welche es verbot, andere Webermeister zu beleidigen bzw. verunglimpfen. Paueröker beschwerte sich daraufhin vor der Zunft in Linz.
Adam Sayler beschwerte sich daraufhin bei Graf Christian. Er fürchtete sich davor, aus der Zunft ausgeschlossen zu werden, und bat den Grafen um dessen Hilfe. Christian verstand das Anliegen des Webermeisters, des Weiteren sah er die Zunft Linz als nur für Bayern zuständig an, nicht aber für seine freie Reichsgrafschaft. Der Graf gewährte daraufhin Schutz für Sayler. Die Weber wiederum beschwerten sich deswegen nun beim Grafen aufgrund des Eingriffs in das Handwerks- und Zunftwesen, hatten jedoch damit keinen Erfolg. Die Webermeister sahen sich so gezwungen, vor den kaiserlichen Reichshofrat zu treten und gegen das Verhalten des Grafen zu klagen.
Graf Christian fühlte sich nun hintergangen und sperrte daraufhin den Handel mit dem Kurfürstentum Bayern für alle ortsansässigen Webereien. Der Handel blieb letztendlich von 1672 bis 1679 gesperrt. Des Weiteren ließ er alle Waren in Ortenburg und im Umland beschlagnahmen. Zuletzt hinderte er sogar die Weber daran, ihre Arbeit in Ortenburg auszuüben. Mit Hilfe von gräflichen Truppen ließ er die Weber stets kontrollieren. Sollten bei einer Durchsuchung Tuche auf einem Webstuhl gefunden werden, so sollten diese sofort zerstört werden. Dies führte zwangsläufig zur Verelendung der Weber und ihrer Familien. Aus ihrer Not heraus baten sie den Reichshofrat um Hilfe und klagten weiter. Das Gericht reagierte jedoch nicht wie von den Webern erwünscht.
Im Jahre 1679 kam es endlich durch eine kaiserliche Kommission zu einem Ende der Blockade, jedoch nicht zum Ende des Prozesses. Die Kommission handelte mit beiden Parteien einen Vergleich aus. Die Weber mussten Adam Sayler wieder in ihre Zunft aufnehmen und sich schriftlich bei Graf Christian entschuldigen. Dies führte aber nicht zum erhofften Erfolg für die Weber, denn auch nach dem Vergleich blieb das Handelsverbot bestehen. Erst nach Aussendung eines Webermeisters nach München und mehreren Bittgesuchen der Weber an den Grafen kam es zur Aufhebung der Handelssperre mit Bayern und der Freigabe der beschlagnahmten Güter.

#### Statthalter der Oberpfalz und Tod
Am 3. Januar 1680 nahm Christian das Amt des Statthalters des Fürstentums Oberpfalz mit Sitz in Amberg an. Trotz des für ihn hohen Aufwandes versuchte er durch das reiche Einkommen, welches dieses Amt mit sich brachte, den Wohlstand seines Hauses und seine Stellung im Reich wieder zu festigen. Die neuen, reichen Einkommen ermöglichten es ihm, viele Schuldverschreibungen Friedrich Casimirs einzulösen und Güter wiederzuerwerben. Bei seinem Streben, die Ortenburger Besitzungen zurückzuerlangen, stieß er jedoch bald auf den Widerstand der umliegenden Abteien St. Salvator und Aldersbach sowie des Freiherren zu Deuttenhofen und Münchsdorf. Diese versuchten mit mehrfachen Klagen gegen den Ortenburger Grafen vorzugehen und so zu verhindern, dass sie ihren Einfluss verlören. Graf Christian gewann jedoch diese Prozesse durch alle Instanzen hindurch. Da er aber bereits am 11. September 1684 verstarb, wurde das Urteil der Rechtsstreite noch nicht rechtskräftig. Der Streit um diese Besitzungen sollte dann erst ein Jahrhundert später geklärt werden.
Graf Christian verstarb ohne direkte Erben in Amberg. In seinem Testament enterbte er den eigentlichen Erben, seinen evangelischen Neffen Georg Philipp. Ein Teil des Marktes und die halbe Grafschaft Ortenburg drohte daraufhin Erbe der Grafen von Salm zu werden. Georg Philipp konnte jedoch den Prozess um die Erbschaft gewinnen und den Besitz nach dem Erbvertrag aus dem Jahre 1660 für sich beanspruchen.
Auf seinen testamentarischen Wunsch hin wurde Graf Christian an verschiedenen Orten begraben. Sein Leichnam wurde im Erbbegräbnis in der Sixtuskapelle zu Passau beigesetzt, sein Herz und seine Eingeweide hingegen in der Kirche St. Martin zu Amberg.

## Nachkommen
Graf Christian war mit Maria Katharina Gräfin von Fugger verheiratet. Aus dieser Ehe entstammen keine Kinder.